# 전라도
전라도(全羅道)는 전북특별자치도와 전라남도, 광주광역시, 제주특별자치도를 관할했던 행정구역으로 호남 지방(湖南地方)에 해당한다.
전주(全州)와 나주(羅州)(나주는 본음 라주에서 두음법칙을 따랐다.)의 앞글자를 따서 명칭이 유래되었다. 1895년(고종 32년)에 23부제 실시로 전주부, 남원부, 나주부, 제주부로 분할되었다.

## 지리
서북부는 금강 하류를 경계로 충청도와 접하고, 동쪽으로 소백산맥과 섬진강을 경계로 경상도와 접한다.

## 역사

### 고대
천관우의 위치 비정에 따르면 마한의 54개 소국 가운데 19개 국이 전라도 지역에 걸쳐 있었다고 한다. 노령산맥 이북의 마한 소국들은 1세기 무렵에 백제 온조왕과 다루왕에게 통합되고, 노령산맥 이남에 남아있던 마한세력은 백제의 영향 아래 침미다례라는 연맹을 형성했다. 고구려의 공격으로 백제가 웅진으로 천도하면서 백제의 영향력이 약화되자 가야가 순천, 여수 등지를 침략하고, 남원 일대에 기문 지방이 형성되기도 하였다. 후에 국력을 회복한 백제가 침미다례를 탈환하고 가야세력을 축출하여 전라도의 마한 세력은 완전히 백제에 통합되었다. 백제는 지방행정단위인 5방(方)중에 현재의 전라북도 지역에 고부군을 치소로 중방(中方), 전라남도 지역에 장성을 중심으로 남방(南方)을 설치하였다. 백제 무왕이 익산을 천도지로 선정하고 미륵사를 창건했다.
660년에 백제가 멸망하자 백제 영토에는 당나라의 웅진도독부가 설치되고, 현 전라도 지방에 6개 주가 설치되었다. 그러나 곧이어 일어난 백제 부흥운동과 나당전쟁으로 인해 웅진도독부의 행정 구역은 제구실을 못했으며, 신라는 웅진도독부를 무시하고 지금의 나주를 치소로 발라주(發羅州)를 설치하였다. 당나라 세력을 몰아낸 신라는 685년 경에 전국을 9주로 정비하면서 발라주의 치소를 지금의 광주로 이전하면서 무진주로 개칭하고, 전북지역에는 완산주가 설치되었다. 완산주에는 10개의 군, 31개의 현, 그리고 남원경이 설치되었며, 무진주에는 14개의 군, 44개의 현이 있었다. 757년에는 완산주를 전주(全州), 무진주를 무주(武州)로 고쳤다.
8세기에서 9세기에 걸쳐 신라가 내분 등으로 혼란에 빠지자 각지에서는 호족 세력이 성장하였는데 892년에 견훤이 무진주에서 성장하여 완산주를 석권, 900년에 후백제를 건국하였다. 903년에는 나주를 중심으로 서남부 해안 지방을 왕건이 손에 넣어 후고구려의 영토로 삼기도 했다. 936년에 고려에 의해 후백제가 멸망하고 현 전라도 지방은 고려에 통합됐다.

### 고려
고려 초기에 12목이 설치되면서 전라도 지역에는 전주목(全州牧), 나주목(羅州牧), 승주목(昇州牧 : 순천)이 설치되었다. 태조 왕건은 전라남도 나주 출신 혜종에게 제 2대 왕위를 물려줬으며 995년에 성종은 전라북도 일대를 강남도(江南道), 전라남도 일대를 해양도(海陽道)로 정하였으며 1018년에는 현종이 강남도와 해양도를 합쳐 전주와 나주의 첫글자를 딴 전라주도(全羅州道)를 설치하여 전라도라는 지명이 처음 등장하였다. 전라도는 2목(牧), 2부(府), 18군(郡), 82현(縣)을 관할하였다.

### 조선
조선 시대에도 전라도는 그대로 유지되었다. 태조 이성계는 본관인 전라북도 전주를 한양, 개성과 더불어 3경으로 승격하였으며 태종 이방원은 전주에 경기전을 지어 선조들을 모셨다. 또한 태종 9년인 1409년에 전라도 관찰사 윤향(尹向)의 건의로 속현과 향·소·부곡이 다른 지역보다 먼저 폐지되었다.
1645년(인조 23년)에 나주에서 향리가 목사를 칼로 찔러 중상을 입히는 사건이 일어나면서 나주목을 금성현(錦城縣)으로 강등하고 나주대신 남원을 따서 전남도(全南道)라 하였다. 1654년(효종 5년)에 금성현은 나주목으로, 전남도는 전라도로 복구되었다. 그러나 1년 후 1655년 나주에서 전패(殿牌)가 파손되는 사건이 일어나 다시 금성현으로 강등되고 전남도가 되었다. 광남도(光南道) 등으로 개칭했다가 되돌렸다.
1728년(영조 4년)에는 이인좌의 난(세종대왕의 넷째 아들인 전주 이씨 임영대군 후손의 역모 사건)이 일어나자 나주목이 또다시 현으로 강등되고 광주를 따서 전광도(全光道)로 변경되기도 했으나 1737년에 곧 다시 전라도로 돌아왔다. 1895년에 23부제로 행정구역 제도가 바뀜에 따라 전주부, 남원부, 나주부, 제주부로 분리(금산군은 공주부에 편입되었다.)되어 전라도는 폐지되었다.
동학 농민 혁명과 남한 대토벌 작전 때 조선군과 일본 제국군에 의해 전라도 인민들이 학살을 당하여 세력이 약화되었다.

## 행정 구역

### 고려
고려사 지리지를 기준으로 전라도는 2목, 2부, 18군, 82현으로 구성되어 있었다.
| 주·군 및 주현  | 별호                  | 현재 지명                    | 속현           | 별호                   | 현재 지명     |
| -------------- | --------------------- | ---------------------------- | -------------- | ---------------------- | ------------- |
| 전주목(全州牧) | 완산(莞山) 견성(甄城) | 전북특별자치도 전주시        | 금마군(金馬郡) | -                      | 익산시 금마면 |
| 전주목(全州牧) | 완산(莞山) 견성(甄城) | 전북특별자치도 전주시        | 낭산현(朗山縣) | -                      | 익산시 낭산면 |
| 전주목(全州牧) | 완산(莞山) 견성(甄城) | 전북특별자치도 전주시        | 옥야현(沃野縣) | -                      | 익산시 모현동 |
| 전주목(全州牧) | 완산(莞山) 견성(甄城) | 전북특별자치도 전주시        | 진안현(鎭安縣) | -                      | 진안군 진안읍 |
| 전주목(全州牧) | 완산(莞山) 견성(甄城) | 전북특별자치도 전주시        | 우주현(紆州縣) | -                      | 완주군 봉동읍 |
| 전주목(全州牧) | 완산(莞山) 견성(甄城) | 전북특별자치도 전주시        | 고산현(高山縣) | -                      | 완주군 고산면 |
| 전주목(全州牧) | 완산(莞山) 견성(甄城) | 전북특별자치도 전주시        | 운제현(雲梯縣) | -                      | 완주군 화산면 |
| 전주목(全州牧) | 완산(莞山) 견성(甄城) | 전북특별자치도 전주시        | 마령현(馬靈縣) | -                      | 진안군 마령면 |
| 전주목(全州牧) | 완산(莞山) 견성(甄城) | 전북특별자치도 전주시        | 여량현(礪良縣) | -                      | 익산시 여산면 |
| 전주목(全州牧) | 완산(莞山) 견성(甄城) | 전북특별자치도 전주시        | 이성현(利城縣) | -                      | 김제시 공덕면 |
| 전주목(全州牧) | 완산(莞山) 견성(甄城) | 전북특별자치도 전주시        | 이성현(伊城縣) | -                      | 완주군 이서면 |
| 전주목(全州牧) | 완산(莞山) 견성(甄城) | 전북특별자치도 전주시        | 함열현(咸悅縣) | 함라(咸羅)             | 익산시 함열읍 |
| 남원부(南原府) | 용성(龍城)            | 전북특별자치도 남원시        | 임실군(任實郡) | -                      | 임실군 임실읍 |
| 남원부(南原府) | 용성(龍城)            | 전북특별자치도 남원시        | 순창군(淳昌郡) | 옥천(玉川), 오산(烏山) | 순창군 순창읍 |
| 남원부(南原府) | 용성(龍城)            | 전북특별자치도 남원시        | 장계현(長溪縣) | -                      | 장수군 장계면 |
| 남원부(南原府) | 용성(龍城)            | 전북특별자치도 남원시        | 적성현(赤城縣) | -                      | 순창군 적성면 |
| 남원부(南原府) | 용성(龍城)            | 전북특별자치도 남원시        | 거령현(居寧縣) | -                      | 장수군 번암면 |
| 남원부(南原府) | 용성(龍城)            | 전북특별자치도 남원시        | 구고현(九皐縣) | -                      | 임실군 청웅면 |
| 남원부(南原府) | 용성(龍城)            | 전북특별자치도 남원시        | 장수현(長水縣) | -                      | 장수군 장수읍 |
| 남원부(南原府) | 용성(龍城)            | 전북특별자치도 남원시        | 운봉현(雲峯縣) | -                      | 남원시 운봉읍 |
| 남원부(南原府) | 용성(龍城)            | 전북특별자치도 남원시        | 구례현(求禮縣) | -                      | 구례군 구례읍 |
| 고부군(古阜郡) | -                     | 전북특별자치도 정읍시 고부면 | 보안현(保安縣) | 낭주(浪州)             | 부안군 보안면 |
| 고부군(古阜郡) | -                     | 전북특별자치도 정읍시 고부면 | 부령현(扶寧縣) | -                      | 부안군 부안읍 |
| 고부군(古阜郡) | -                     | 전북특별자치도 정읍시 고부면 | 정읍현(井邑縣) | -                      | 정읍시        |
| 고부군(古阜郡) | -                     | 전북특별자치도 정읍시 고부면 | 대산군(大山郡) | -                      | 정읍시 칠보면 |
| 고부군(古阜郡) | -                     | 전북특별자치도 정읍시 고부면 | 인의현(仁義縣) | -                      | 정읍시 정우면 |
| 고부군(古阜郡) | -                     | 전북특별자치도 정읍시 고부면 | 상질현(尙質縣) | -                      | 고창군 흥덕면 |
| 고부군(古阜郡) | -                     | 전북특별자치도 정읍시 고부면 | 고창현(高敞縣) | -                      | 고창군 고창읍 |
| 임피현(臨陂縣) | 취성(鷲城)            | 전북특별자치도 군산시 임피면 | 회미현(澮尾縣) | -                      | 군산시 회현면 |
| 임피현(臨陂縣) | 취성(鷲城)            | 전북특별자치도 군산시 임피면 | 부윤현(富潤縣) | -                      | 김제시 성덕면 |
| 임피현(臨陂縣) | 취성(鷲城)            | 전북특별자치도 군산시 임피면 | 옥구현(沃溝縣) | -                      | 군산시 옥구읍 |
| 임피현(臨陂縣) | 취성(鷲城)            | 전북특별자치도 군산시 임피면 | 만경현(萬頃縣) | -                      | 김제시 만경읍 |
| 진례현(進禮縣) | -                     | 충청남도 금산군              | 부리현(富利縣) | -                      | 금산군 부리면 |
| 진례현(進禮縣) | -                     | 충청남도 금산군              | 청거현(淸渠縣) | 옥천(玉川)             | 진안군 용담면 |
| 진례현(進禮縣) | -                     | 충청남도 금산군              | 주계현(朱溪縣) | -                      | 무주군 무주읍 |
| 진례현(進禮縣) | -                     | 충청남도 금산군              | 무풍현(茂豊縣) | -                      | 무주군 무풍면 |
| 진례현(進禮縣) | -                     | 충청남도 금산군              | 진동현(珍同縣) | 옥계(玉溪)             | 금산군 진산면 |
| 김제현(金堤縣) | -                     | 전북특별자치도 김제시        | 평고현(平皐縣) | -                      | 김제시 용지면 |
| 금구현(金溝縣) | 봉산(鳳山)            | 김제시 금구면                | 거야현(巨野縣) | -                      | 김제시 금산면 |
| 나주목(羅州牧) | 통의(通義) 금성(錦城) | 전라남도 나주시              | 무안군(務安郡) | -                      | 무안군 무안읍 |
| 나주목(羅州牧) | 통의(通義) 금성(錦城) | 전라남도 나주시              | 담양군(潭陽郡) | -                      | 담양군 담양읍 |
| 나주목(羅州牧) | 통의(通義) 금성(錦城) | 전라남도 나주시              | 곡성군(谷城郡) | 욕천(浴川)             | 곡성군 곡성읍 |
| 나주목(羅州牧) | 통의(通義) 금성(錦城) | 전라남도 나주시              | 낙안군(樂安郡) | -                      | 보성군 벌교읍 |
| 나주목(羅州牧) | 통의(通義) 금성(錦城) | 전라남도 나주시              | 남평군(南平郡) | -                      | 나주시 남평읍 |
| 나주목(羅州牧) | 통의(通義) 금성(錦城) | 전라남도 나주시              | 철야현(鐵冶縣) | -                      | 나주시 봉황면 |
| 나주목(羅州牧) | 통의(通義) 금성(錦城) | 전라남도 나주시              | 회진현(會津縣) | -                      | 나주시 다시면 |
| 나주목(羅州牧) | 통의(通義) 금성(錦城) | 전라남도 나주시              | 반남현(潘南縣) | -                      | 나주시 반남면 |
| 나주목(羅州牧) | 통의(通義) 금성(錦城) | 전라남도 나주시              | 안로현(安老縣) | -                      | 영암군 금정면 |
| 나주목(羅州牧) | 통의(通義) 금성(錦城) | 전라남도 나주시              | 복룡현(伏龍縣) | -                      | 광산구 복룡동 |
| 나주목(羅州牧) | 통의(通義) 금성(錦城) | 전라남도 나주시              | 원율현(原栗縣) | -                      | 담양군 금성면 |
| 나주목(羅州牧) | 통의(通義) 금성(錦城) | 전라남도 나주시              | 여황현(餘艎縣) | -                      | 광산구 본량동 |
| 나주목(羅州牧) | 통의(通義) 금성(錦城) | 전라남도 나주시              | 창평현(昌平縣) | -                      | 담양군 고서면 |
| 나주목(羅州牧) | 통의(通義) 금성(錦城) | 전라남도 나주시              | 장산현(長山縣) | -                      | 신안군 장산면 |
| 나주목(羅州牧) | 통의(通義) 금성(錦城) | 전라남도 나주시              | 진원현(珍原縣) | -                      | 장성군 진원면 |
| 나주목(羅州牧) | 통의(通義) 금성(錦城) | 전라남도 나주시              | 화순현(和順縣) | -                      | 화순군 화순읍 |
| 장흥부(長興府) | 정주(定州) 관산(冠山) | 전라남도 장흥군 관산읍       | 수령현(遂寧縣) | -                      | 장흥군 장흥읍 |
| 장흥부(長興府) | 정주(定州) 관산(冠山) | 전라남도 장흥군 관산읍       | 회령현(會寧縣) | -                      | 보성군 회천면 |
| 장흥부(長興府) | 정주(定州) 관산(冠山) | 전라남도 장흥군 관산읍       | 장택현(長澤縣) | -                      | 장흥군 장평면 |
| 장흥부(長興府) | 정주(定州) 관산(冠山) | 전라남도 장흥군 관산읍       | 탐진현(耽津縣) | 별산(鼈山)             | 강진군 강진읍 |
| 영광군(靈光郡) | 기성(箕城)            | 전라남도 영광군              | 압해군(壓海郡) | -                      | 신안군 압해읍 |
| 영광군(靈光郡) | 기성(箕城)            | 전라남도 영광군              | 장성군(長城郡) | -                      | 장성군 북일면 |
| 영광군(靈光郡) | 기성(箕城)            | 전라남도 영광군              | 삼계현(森溪縣) | -                      | 장성군 삼계면 |
| 영광군(靈光郡) | 기성(箕城)            | 전라남도 영광군              | 육창현(陸昌縣) | -                      | 영광군 군남면 |
| 영광군(靈光郡) | 기성(箕城)            | 전라남도 영광군              | 해제현(海際縣) | -                      | 무안군 해제면 |
| 영광군(靈光郡) | 기성(箕城)            | 전라남도 영광군              | 모평현(牟平縣) | 모양(牟陽)             | 함평군 해보면 |
| 영광군(靈光郡) | 기성(箕城)            | 전라남도 영광군              | 함풍현(咸豊縣) | 기성(箕城)             | 함평군 함평읍 |
| 영광군(靈光郡) | 기성(箕城)            | 전라남도 영광군              | 임치현(臨淄縣) | -                      | 신안군 임자면 |
| 영광군(靈光郡) | 기성(箕城)            | 전라남도 영광군              | 장사현(長沙縣) | -                      | 고창군 상하면 |
| 영광군(靈光郡) | 기성(箕城)            | 전라남도 영광군              | 무송현(茂松縣) | -                      | 고창군 성송면 |
| 영암군(靈岩郡) | -                     | 전라남도 영암군              | 황원군(黃原郡) | -                      | 해남군 황산면 |
| 영암군(靈岩郡) | -                     | 전라남도 영암군              | 도강군(道康郡) | 금릉(金陵)             | 강진군 병영면 |
| 영암군(靈岩郡) | -                     | 전라남도 영암군              | 곤미현(昆湄縣) | -                      | 영암군 학산면 |
| 영암군(靈岩郡) | -                     | 전라남도 영암군              | 해남현(海南縣) | -                      | 해남군 현산면 |
| 영암군(靈岩郡) | -                     | 전라남도 영암군              | 죽산현(竹山縣) | -                      | 해남군 마산면 |
| 보성군(寶城郡) | 산양(山陽)            | 전라남도 보성군              | 동복현(同福縣) | -                      | 화순군 동복면 |
| 보성군(寶城郡) | 산양(山陽)            | 전라남도 보성군              | 복성현(福城縣) | -                      | 보성군 복내면 |
| 보성군(寶城郡) | 산양(山陽)            | 전라남도 보성군              | 조양현(兆陽縣) | -                      | 보성군 조성면 |
| 보성군(寶城郡) | 산양(山陽)            | 전라남도 보성군              | 남양현(南陽縣) | -                      | 고흥군 남양면 |
| 보성군(寶城郡) | 산양(山陽)            | 전라남도 보성군              | 옥과현(玉果縣) | -                      | 곡성군 옥과면 |
| 보성군(寶城郡) | 산양(山陽)            | 전라남도 보성군              | 태강현(泰江縣) | -                      | 고흥군 동강면 |
| 보성군(寶城郡) | 산양(山陽)            | 전라남도 보성군              | 두원현(荳原縣) | -                      | 고흥군 두원면 |
| 승평군(昇平郡) | -                     | 전라남도 순천시              | 부유현(富有縣) | -                      | 순천시 주암면 |
| 승평군(昇平郡) | -                     | 전라남도 순천시              | 돌산현(突山縣) | -                      | 여수시 돌산읍 |
| 승평군(昇平郡) | -                     | 전라남도 순천시              | 여수현(麗水縣) | -                      | 여수시        |
| 승평군(昇平郡) | -                     | 전라남도 순천시              | 광양현(光陽縣) | -                      | 광양시 광양읍 |
| 해양현(海陽縣) | 광산(光山) 익양(翼陽) | 광주광역시                   | -              | -                      | -             |
| 진도현(珍島縣) | -                     | 전라남도 진도군              | 가흥현(嘉興縣) | -                      | 진도군 군내면 |
| 진도현(珍島縣) | -                     | 전라남도 진도군              | 임회현(臨淮縣) | -                      | 진도군 임회면 |
| 능성현(陵城縣) | -                     | 화순군 능주면                | -              | -                      | -             |
| 탐라현(耽羅縣) | -                     | 제주특별자치도               | -              | -                      | -             |

### 조선
《경국대전》에서 전라도의 관할로 1부 3목 4도호부 12군 37현을 규정하고 있으며, 《속대전》에서는 전주 부윤이 전라도 관찰사를 겸임한다고 규정하였다. 1895년 23부제가 시행되기 직전에는 1부 4목 7도호부 11군 33현으로 변화되었다.
| 수령과 그 품계                | 경국대전 (1484) | 대전통편 (1785)       | 대전회통 (1865) |
| ----------------------------- | --------------- | --------------------- | --------------- |
| 부: 부윤(府尹), 종2품         | 1:              | 1:                    | 1:              |
| 목: 목사(牧使), 정3품         | 3:              | 4:                    | 4:              |
| 부: 도호부사(都護府使), 종3품 | 4:              | 7:                    | 7:              |
| 군: 군수(郡守), 종4품         | 12:             | 11:                   | 13:             |
| 현: 현령(縣令), 종5품         | 6:              | 5:                    | 5:              |
| 현: 현감(縣監), 종6품         | 31:             | 28:                   | 26:             |
| 비고                          |                 | 능성→능주 진원 (혁파) |                 |

## 언어
- 서남 방언
- 호남 지방

## 같이 보기
- 전라감영